# Sportivo Dock Sud
Club Sportivo Dock Sud jest argentyńskim klubem piłkarskim z siedzibą w mieście Avellaneda będącym częścią zespołu miejskiego Buenos Aires.

## Osiągnięcia
- Mistrz Argentyny: 1933 rok
- Mistrz drugiej ligi argentyńskiej:  1921, 1932
- Mistrz czwartej ligi argentyńskiej (wówczas Primera División D):  1984 r.
- Mistrz trzeciej ligi argentyńskiej Primera B Metropolitana: 1994 r., Apertura

## Historia
Klub nazwany Club Atlético Dock Sud założono w roku 1914, lecz wkrótce zakończył swą działalność. Dnia 1 września 1916 ci sami ludzie utworzyli klub o nazwie Sportivo Dock Sud, który wkrótce stał się jednym z najsilniejszych klubów Argentyny w czasach futbolu amatorskiego. Klub grał w pierwszej lidze w latach 1922–26 oraz w 1933 i 1934 roku. W roku 1924 zajął 3 miejsce. Największym osiągnięciem było wygranie ligi amatorskiej w roku 1933, co oznaczało wtedy mistrzostwo Argentyny. Od momentu wprowadzenia ligi zawodowej Sportivo Dock Sud przestał być liczącym się klubem. Obecnie gra w czwartej lidze argentyńskiej Primera C Metropolitana.